# Ooh! My Soul/True, Fine Mama
Ooh! My Soul/True, Fine Mama è un singolo di Little Richard pubblicato nel 1958.

## Descrizione
Mentre Ooh! My Soul era inedito al momento della pubblicazione e fu poi incluso nell'album Little Richard pubblicato a luglio, True, Fine Mama era stato pubblicato l'anno prima nell'album di debutto di Little Richard Here's Little Richard.
Il singolo arrivò alla 31ª posizione di Billboard Hot 100, alla 15ª della classifica R&B ed alla 22ª di quella britannica.

## Tracce
LATO A
1. Ooh! My Soul – 1:50 (Richard Penniman; edizioni musicali Venice Music)

LATO B
1. True, Fine Mama – 2:25 (Richard Penniman; edizioni musicali Venice Music)

## Formazione
- Little Richard: voce, piano
- Lee Allen: sax tenore
- Alvin "Red" Tyler: sax baritono
- Earl Palmer: batteria
- Frank Fields: basso
- Edgar Blanchard: chitarra